# Brajiliw
Brajiliw (ukrainisch Браїлів; russisch Браилов Brailow, polnisch Brajłów) ist eine Siedlung städtischen Typs in der ukrainischen Oblast Winnyzja mit etwa 4700 Einwohnern (2014).

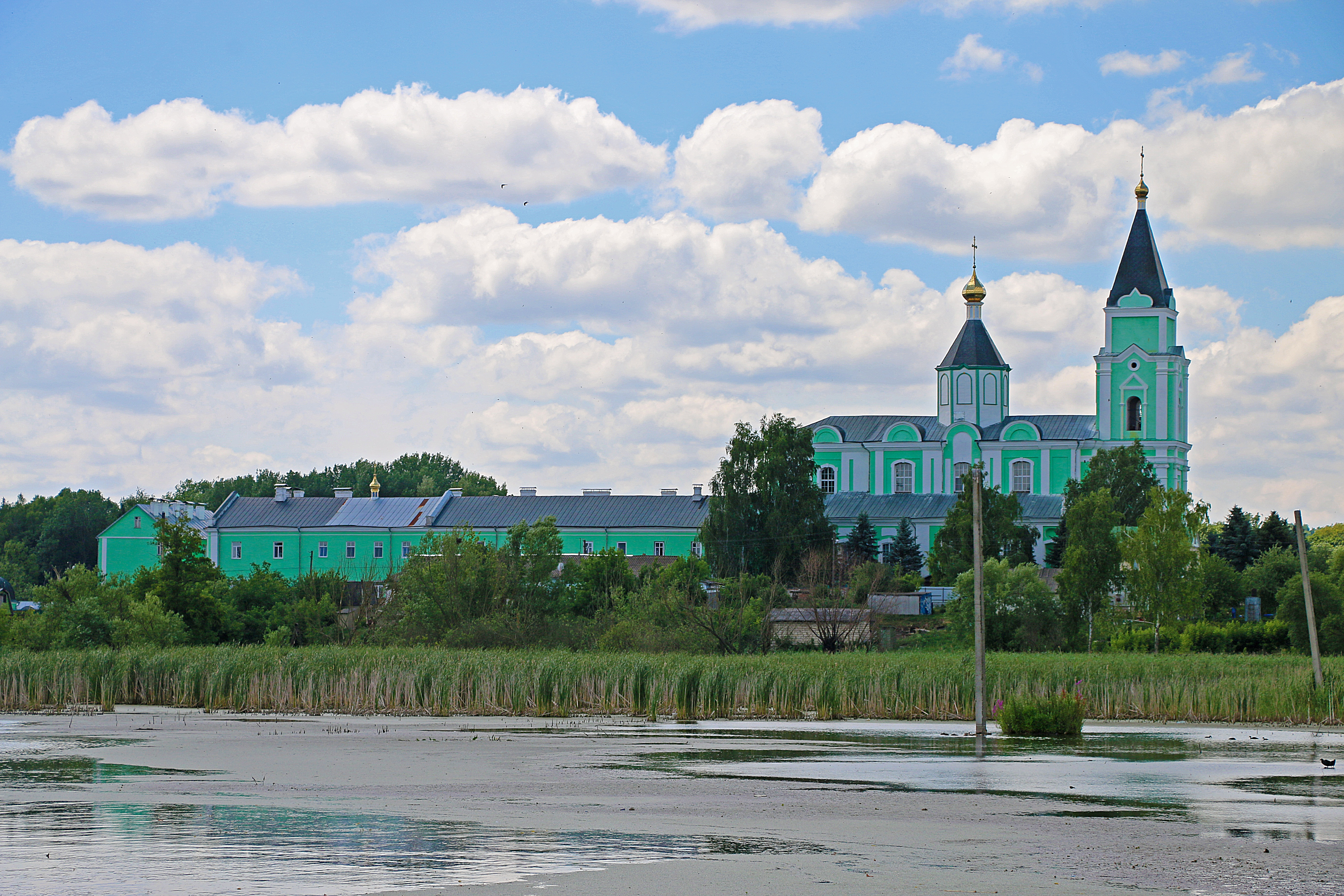
Ortsansicht mit Klosterkirche und dem Fluss Riw

Die 1440 erstmals erwähnte Ortschaft besitzt seit 1972 den Status einer Siedlung städtischen Typs und liegt im Rajon Schmerynka am Ufer des Flusses Riw, einem 104 km langen, rechten Nebenfluss des Südlichen Bugs und an der Territorialstraße T–02–42 11 km nordöstlich vom Rajonzentrum Schmerynka und 37 km südwestlich vom Oblastzentrum Winnyzja.
Am 12. Juni 2020 wurde die Siedlung ein Teil der Stadtgemeinde Schmerynka, bis dahin bildete sie zusammen mit dem Dorf Somaky (Сьомаки) sowie den Ansiedlungen Brajiliw (Браїлів) und Wolodymyriwka (Володимирівка) die gleichnamige Siedlungsratsgemeinde Brajiliw (Браїлівська селищна рада/Brajiliwska selyschtschna rada) im Zentrum des Rajons Schmerynka.

## Persönlichkeiten
- Nikolai Andrejewitsch Malko (1883–1961); ukrainischer Dirigent
- Jisrael Galili (1911–1986); israelischer Politiker